# Étaples Military Cemetery
Étaples Military Cemetery is een Britse militaire begraafplaats met hoofdzakelijk gesneuvelden uit de Eerste Wereldoorlog, gelegen in de Franse stad Étaples, departement Pas-de-Calais (regio Hauts-de-France). De begraafplaats ligt een tweetal kilometer ten noorden van het centrum van Étaples, langs de weg naar Boulogne-sur-Mer, ten oosten van de Baai van de Canche. De ingang bevindt zich op de hoogte aan de zuidwestkant, van waar men de begraafplaats overschouwt. De toegang loopt tussen twee zuilen naar het Cross of Sacrifice. Daarachter staat de Stone of Remembrance, geflankeerd door twee monumentale poortgebouwen. Deze begraafplaats werd ontworpen door Edwin Lutyens en wordt onderhouden door de Commonwealth War Graves Commission.
Het is de grootste militaire Commonwealth begraafplaats in Frankrijk met meer dan 11.500 doden.
Onder de slachtoffers uit de Commonwealth-landen zijn er 8.819 Britten, 1.145 Canadezen, 464 Australiërs, 260 Nieuw-Zeelanders, 68 Zuid-Afrikanen, 17 Indiërs en 1 Chinees die diende bij het Chinese Labour Corps.
De begraafplaats telt ook 662 doden uit niet-Commonwealth-landen: 658 Duitsers, waarvan er 8 niet geïdentificeerd konden worden, een Tsjecho-Slowaak en 3 Belgen, waaronder 2 burgers.

## Geschiedenis

### Eerste Wereldoorlog
Tijdens de Eerste Wereldoorlog lag Étaples in geallieerd gebied, buiten het bereik van aanvallen over land. Bovendien waren er goede spoorverbindingen naar de slagvelden van het Westfront. In de omgeving werden dan ook heel wat Britse kampplaatsen en hospitalen opgericht. In 1917 verbleven zo'n 100.000 soldaten in de 16 hospitalen en zo'n 22.000 zieken en gewonden kwamen op krachten in een herstellingsoord. Vanaf 1915 werden er overleden soldaten begraven. Uiteindelijk werden 10.771 doden uit deze oorlog hier begraven, waarvan er 35 niet geïdentificeerd konden worden.

### Tweede Wereldoorlog
Ook tijdens de Tweede Wereldoorlog werden in Étaples hospitalen ingericht. Van januari tot mei 1940 werden hier militairen begraven die waren bezweken aan de verwondingen opgelopen tijdens de gevechten tegen het oprukkende Duitse leger en de Britse terugtrekking naar Duinkerke. Uiteindelijk werden hier 119 doden uit deze oorlog begraven, waarvan er 38 niet geïdentificeerd konden worden.

## Graven
- op deze begraafplaats liggen 20 vrouwen begraven. Zij waren leden van het medisch personeel van de hospitalen of medewerksters bij de ondersteunende diensten van het leger. Zij kwamen om door bombardementen of ziekte.
- François De Gendt, soldaat bij de Grand Parc Automobile Reserve van het Belgische leger overleed op 1 januari 1918. Hij was 26 jaar en is de enige Belgische soldaat in deze begraafplaats.[1]
- er liggen 46 militairen begraven die onder een alias dienden.
- er liggen 38 minderjarige militairen begraven waaronder 8 zestienjarigen en 30 zeventienjarigen.

### Onderscheiden militairen
- Douglas Reynolds, majoor bij de 83rd Bde. Royal Field Artillery ontving het Victoria Cross (VC) voor zijn koelbloedig optreden bij het ontzetten van twee artilleriestukken en hun bemanning, onder hevige vijandelijke beschietingen. Hij werd zwaar gewond op 15 september 1914 en stierf op 23 februari 1916 in de leeftijd van 33 jaar.
- Duncan Sayre MacInnes, brigade-generaal bij de Royal Engineers werd onderscheiden met de Order of St Michael and St George (CMG) en de Distinguished Service Order (DSO). Hij werd ook vereerd met de Russische Orde van Sint-Stanislaus en het Franse Ordre national de la Légion d'honneur.
- luitenant-kolonel William Robert Aufrere Dawson (Queen's Own (Royal West Kent Regiment)) werd viermaal onderscheiden met de Distinguished Service Order (DSO and 3 Bars). Luitenant-kolonel Reginald Robert Lawrenson (West India Regiment) ontving tweemaal deze onderscheiding (DSO and Bar).
- luitenant-kolonel Gavin Laurie Wilson (Argyll and Sutherland Highlanders) werd onderscheiden met Distinguished Service Order en het Military Cross (DSO, MC). Hij werd ook ridder in het Légion d'honneur en kreeg het Croix de Guerre.
- kapitein Donald Gordon Clark (Gordon Highlanders) werd onderscheiden met de Distinguished Service Order en het Military Cross (DSO, MC).
- de volgende officieren werden ook onderscheiden met de Distinguished Service Order (DSO): brigade-generaal Edgar William Cox, de luitenant-kolonels William Claudius Casson Ash, Glen Lyon Campbell, Harold Gibson, James Vincent Patrick O'Donahoe, Singleton Bonner en Thomas Robert Alexander Stannus, majoor Willoughby Athur Kennard en kapitein Edward Vivian Dearman Birchal.
- 67 officieren ontvingen het Military Cross (MC) waaronder de kapiteins Robert James Henderson, Wilfred George Flack en John Archibald tweemaal (MC and Bar).
- volgende militairen ontvingen de Meritorious Service Medal (MSM): Walter George Alvis, Alexander Collie, William John Heycock, Cecil Henry Ilsley, Patrick Ryan, Robert Stuart, Thomas Tate, S.J. Wakelin, Alfred Lawrence Willmott, R.C. Feltus en David Adrew Hilland.
- 222 militairen ontvingen de Military Medal (MM).